# Gewandhausorkestern Leipzig

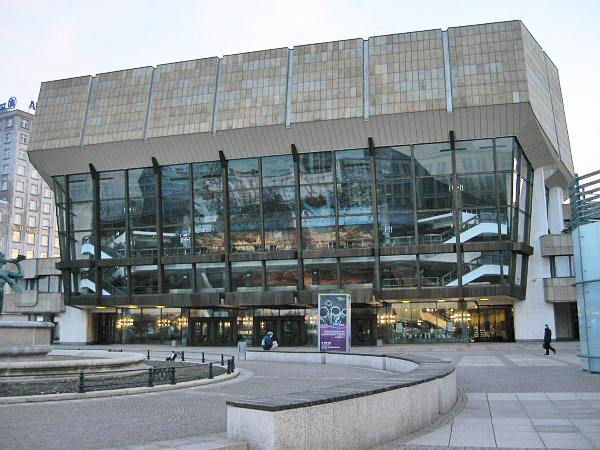
Det nya Gewandhaus på Augustusplatz i Leipzig.

Gewandhausorkestern Leipzig (tyska: Gewandhausorchester Leipzig) är en symfoniorkester med säte i Leipzig i Sachsen, som hör till världens mest kända orkestrar. 

## Historia
Orkesterns historia går tillbaka till 1400-talet och räknas som en av de äldsta borgerliga orkestrarna i världen. Den har varit känd under det nuvarande namnet sedan 1781 då den började ha sina konserter i Gewandhaus i Leipzig. Från att från början ha varit en förening är orkesterns sedan 1840 en offentlig institution. Många berömda verk, bland annat av Beethoven, har uruppförts av orkestern.
Idag spelar orkestern både i Gewandhaus, på operan i Leipzig och i Thomaskyrkan. Dessutom företar den turnéer över hela världen.

## Kapellmästare
- 1781–1785 Johann Adam Hiller
- 1785–1810 Johann Gottfried Schicht
- 1810–1827 Johann Philipp Christoph Schulz
- 1827–1835 Christian August Pohlenz
- 1835–1847 Felix Mendelssohn Bartholdy (ofta ersatt av Niels Wilhelm Gade och Ferdinand Hiller)
- 1848–1860 Julius Rietz
- 1860–1895 Carl Reinecke
- 1895–1922 Arthur Nikisch
- 1922–1928 Wilhelm Furtwängler
- 1929–1933 Bruno Walter
- 1934–1945 Hermann Abendroth
- 1946–1948 Herbert Albert
- 1949–1962 Franz Konwitschny
- 1964–1968 Václav Neumann
- 1970–1996 Kurt Masur (Hedersdirigent mellan 1996 och hans död 2015)
- 1998–2005 Herbert Blomstedt (Hedersdirigent sedan 2005)
- 2005–2016 Riccardo Chailly
- 2018– Andris Nelsons